# 북평상업고등학교
북평상업고등학교(北平商業高等學校)는 전라남도 해남군 북평면에 있었던 공립 고등학교이다.

## 학교 연혁
- 1969년 3월 5일 : 북평종합고등학교로 개교
- 1994년 3월 1일 : 북평상업고등학교로 변경
- 2013년 3월 1일 : 폐교 및 해남고등학교와 통합[1]

## 폐교 이후
폐교 이후, 북평상업고등학교 부지는 해남군청에서 매입해 야구장으로 활용하고 있다.

## 같이 보기
- 전라남도의 폐교 목록